# Phaeochroa cuvierii
Phaeochroa cuvierii е вид птица от семейство Колиброви (Trochilidae), единствен представител на род Phaeochroa.

## Разпространение
Видът е разпространен в Белиз, Гватемала, Колумбия, Коста Рика, Мексико, Никарагуа, Панама и Хондурас.